# Autunium
Das Autunium, auch verkürzt zu Autun (oder auch in der französischen Form Autunien gebraucht), ist in der Erdgeschichte eine heute nicht mehr verwendete, regionale oder supraregionale Stufe des Perm. Sie wurde häufig synonym zu Unterrotliegend verwendet. Allerdings ist das Rotliegend ein Begriff der Lithostratigraphie und die Gleichsetzung mit einer chronostratigraphischen Stufe ist daher äußerst problematisch. Je nach Autor variiert die Zeitspanne des Autunium beträchtlich, auch in der Definition der Grenzen gibt aus verschiedenen Gründen größere Probleme. Heute sollte der Begriff nicht mehr in Publikationen verwendet werden. Er ist jedoch von großem historischem Interesse, da er in der älteren Literatur weit verbreitet ist.

## Geschichte und Namensgebung
Das Autunium ist nach der Stadt Autun im Département Saône-et-Loire, Frankreich, benannt. Der Begriff geht auf Karl Mayer-Eymar zurück, der 1881 erstmals die "couches d'Autun" ausschied und als Zeitbegriff Autunin einführte. Den Begriff im heutigen Sinne bzw. heutigen Schreibweise stammt von Jules Bergeron, der ihn 1889 in seiner Dissertation prägte. Albert de Lapparent definierte 1893 erstmals "les schistes bitumineux des environs d'Autun et les couches correspondantes". Eine erste exaktere Definition gab aber erst Paul Bertrand 1918, der die Basis des Autunium mit dem Erstauftreten von "Callipteris" conferta (heute Autunia conferta) definierte. Haubold & Katzung (1972) fassten das Autunium als überregionale Serie auf, Boy & Katzung (1988) dagegen als (regionale) Stufe. Menning et al. (2005) raten von der Benutzung der Begriffe Autunium, Saxonium und Thuringium in Deutschland ab.

## Definition und Korrelation
Die Basis des Autuniums (und damit des mitteleuropäischen Perm) wurde von Paul Bertrand 1918 mit dem Erstauftreten von ‚Callipteris‘ conferta (heute Autunia conferta aus der Gruppe der Peltaspermales) definiert. Diese Definition des Beginns des Autuniums (und des Perms in Mitteleuropa) ist aber äußerst problematisch. Später stellte sich nämlich heraus, dass sich Ablagerungen mit als stefanisch angesehenen Pflanzenfossilien mit Ablagerungen wechsellagern oder lateral vertreten, die autunische  Pflanzenfossilien enthalten. Dies liegt daran, dass Autunia meso- oder xerophil war und an feuchten Standorten nicht vorkam. Autunia-Fossilien sind zudem seltener erhalten als Pflanzen in der Nähe von Gewässern. Diese haben in Gewässern bessere Erhaltungs- und Überlieferungschancen als Autunia auf trockenen Standorten. Die Callipteriden sind außerdem relativ schwierig zu bestimmen; viele Bestimmungen von Autunia conferta sind Fehlbestimmungen und müssen richtiggestellt werden. Nach heutiger Erkenntnis setzt Autunia conferta bereits im Stefan B (Stefanium B) von Blanzy ein, beginnt also noch deutlich im höheren Karbon. Im Rotliegend des Saar-Nahe-Beckens setzt Autunia conferta jedoch erst deutlich über der Basis des Rotliegend ein. Der Beginn des Stefan B des europäischen Oberkarbon wird heute mit dem höchsten Teil der internationalen chronostratigraphischen Kasimovium-Stufe korreliert; es reicht bis in die untere Gzhelium-Stufe hinein. Es besteht damit eine deutliche Diskrepanz zwischen dem biostratigraphisch definierten Beginn des Autuniums und dem Beginn des lithostratigraphisch definierten Unterrotliegend, mit dem das Autunium früher korreliert wurde.
Die Obergrenze bzw. die Grenze zur darüber folgenden regionalen Stufe des Saxonium (= Oberrotliegend sensu auctorum) ist ähnlich problematisch. Die Basis des Saxonium wurde von Haubold & Katzung (1972) mit dem Ersteinsetzen von Tambachichnium schmidti und Palmichnus tambachensis in der Tambach-Formation des Thüringer Waldes definiert. Diese Definition ist ähnlich ungeeignet wie die Definition der Untergrenze. Die beiden Spurenfossilien wurden bisher nur im Thüringer Wald gefunden und können daher nicht zur Untergliederung des Rotliegend in anderen Dyas-Becken benutzt werden. Tambachichnium schmidti wurde später auch in älteren Formationen des Rotliegend im Thüringer Wald gefunden; zudem ist Tambachichnium schmidti ein Synonym von Varanops microdactylus. Spurenfossilien sind zudem stark überlieferungsabhängig. Boy & Fichter (1988) schlugen vor, das Saxonium mit der Basis der Varanops microdactylus-Zone in der Einheit N3 (= untere Nahe-Subgruppe) im Saar-Nahe-Becken beginnen zu lassen. Dieses Niveau liegt jedoch deutlich unter der ursprünglich vorgeschlagenen Grenze im Thüringer Wald.
Aufgrund der Schwierigkeiten, Grenzen für das Autunium zu definieren, raten Manfred Menning et al. (2005) von der weiteren Benutzung des Begriffes ab.